# شنتارو نارا
شنتارو نارا (باليابانية: 奈良 紳太郎) (13 نوفمبر 1982 في كاناغاوا في اليابان – )؛ هو لاعب كرة قدم سابق كان يلعب كمهاجم.